# Indian Beach
Indian Beach – miasto w Stanach Zjednoczonych, w stanie Karolina Północna, w hrabstwie Carteret.